# Dejan Rusič
Dejan Rusič (n. 5 decembrie 1982, Krško, RSF Iugoslavia) este un fotbalist sloven, retras din activitate. Ultima echipă la care a evoluat a fost NK Krško.
El a jucat pentru Echipa națională de fotbal a Sloveniei 4 meciuri din anul 2007.